# Diana Palmer
Pour les articles homonymes, voir Kyle et Palmer.
Diana Palmer, née Susan Eloise Spaeth (née le 11 décembre 1946 aux États-Unis) est une romancière américaine. Elle a commencé à écrire des romances avec le pseudonyme Diana Palmer et des romances de science-fiction avec celui de Susan Kyle. Elle a aussi écrit des romans d'amour sous des pseudonymes Diana Blayne et Katy Currie.

## Biographie
Susan Spaeth naît le 11 décembre 1946 à Cuthbert de William Olin Spaeth et Maggie Eloise Cliatt. Son père est professeur à l’université et sa mère infirmière et journaliste. Susan Kyle est mariée à James Kyle depuis 1972, et en 1980, ils ont un fils, Kyle Blayne.

## Œuvres

### Sous le pseudonyme de Diana Palmer

#### Série Night of love
1. D'amour et d'orgueil, Harlequin, coll. « Désirs », 1999 ((en) Night of love, 1993)
2. Brianna et le roi, Harlequin, coll. « Harlequin Azur », 1994 ((en) King's ransom, 1993)
3. (en) Secret agent man, 1993Inédit en France

#### Série Rawhide and lace
1. Amour sorcier, Harlequin, coll. « Duo Désir », 1987 ((en) Rawhide and lace, 1986)
2. (en) Unlikely lover, 1986Inédit en France

#### Série Soldiers of Fortune
1. Au cœur de la jungle, Harlequin, coll. « Duo Pays lointains », 1985 ((en) Soldier of fortune, 1985)
2. (en) The tender stranger, 1985Inédit en France
3. Cœur volcan, Harlequin, coll. « Rouge Passion », 1993 ((en) Enamored, 1988)
4. (en) Mercenary's woman, 2000Inédit en France
5. (en) The winter soldier, 2001Inédit en France
6. (en) The last mercenary, 2001Inédit en France

#### Série Most wanted
1. (en) The case of the confirmed bachelor, 1992Inédit en France
2. (en) The case of the mesmerizing boss, 1992Inédit en France
3. Comment séduire Logan Deverell ?, Harlequin, coll. « Rouge Passion », 1996 ((en) The case of the missing secretary, 1992)

#### Série Men of Medicine Ridge
1. Dans les bras d'un cow-boy, Harlequin, coll. « Horizon », 2010 ((en) Diamond in the rough, 2009)

#### Série Men at work
1. Mademoiselle Personne, Harlequin, coll. « Rouge Passion » ((en) Hood wincked, 1989)

#### Série Marist
1. (en) His girl Friday, 1989Inédit en France
2. Le chasseur du désert, Harlequin, coll. « Rouge Passion », 1991 ((en) Hunter, 1991)

#### Friends and Lovers
1. Amis, amants, Harlequin, coll. « Duo », 1998 ((en) Friends and Lovers, 1983)
2. (en) Rage of Passion, 1986Inédit en France

#### Série Interdits
1. Une liaison interdite, Harlequin, coll. « Prélud' », 2007 ((en) After midnight, 1993)
2. Aveux interdits, Harlequin, coll. « Prélud' », 2008 ((en) Before sunrise, 2005)

#### Série Fabulous fathers
1. Dans la douceur de l'été, Harlequin, coll. « Horizon », 1998 ((en) Mystery man, 1997)

#### Série Blake Donovan
1. A l'aube de l'amour, Harlequin, coll. « Rouge Passion », 1989 ((en) Fit for a king, 1987)
2. (en) Reluctant father, 1988Inédit en France

#### Série Hutton & Co
1. Les chemins du désir, Harlequin, coll. « Prélud' », 2007 ((en) Once in Paris, 1998)
2. La rose rouge, Harlequin, coll. « Prélud' », 2007 ((en) Paper rose, 1999)
3. Le seigneur des sables, Harlequin, coll. « Prélud' », 2007 ((en) Lord of the desert, 2000)
4. Double trahison, Harlequin, coll. « Best Sellers », 2004 ((en) The Texas ranger, 2001)
5. La Loi du désir, Harlequin, coll. « Prélud' », 2007 ((en) Desperado, 2002)

#### Série Long tall texans
1. (en) The founding father, 2003Inédit en France
2. (en) Calhoun, 1988Inédit en France
3. (en) Justin, 1988Inédit en France
4. (en) Tyler, 1988Inédit en France
5. Dame de pique, homme de cœur, Harlequin, coll. « Harlequin Azur », 1991 ((en) Sutton's way, 1989)
6. (en) Ethan, 1990Inédit en France
7. (en) Connal, 1990Inédit en France
8. Une femme en détresse, Harlequin, coll. « Harlequin Azur », 1995 ((en) Harden, 1991)
9. (en) Evan, 1991Inédit en France
10. Amoureuse d'un cow-boy, Harlequin, coll. « Horizon », 2019 ((en) Donovan, 1992)
11. (en) Emmett, 1993Inédit en France
12. (en) Regan's pride, 1994Inédit en France
13. (en) That Burke man, 1995Inédit en France
14. (en) Redbird, 1995Inédit en France
15. Passion secrète, Harlequin, coll. « Horizon », 2008 ((en) Cattleman's pride, 2004)
16. Coupable attraction, Harlequin, coll. « Harlequin Azur », 1997 ((en) Coltrain's proposal, 1995)
17. (en) Husbands on horseback : Paper husband, 1996Inédit en France
18. (en) A long tall texan summer, 1997Inédit en France
19. Magie d'hiver : Les fiancés de l'hiver, Harlequin, coll. « Jade », 2008 ((en) Lone star Christmas : Christmas cowboy, 1997)
20. Passion Texane, Harlequin, coll. « Horizon », 2009 ((en) The princess bride, 1998)
21. (en) Beloved, 1998Inédit en France
22. Pour l'amour d'un cow-boy, Harlequin, coll. « Horizon », 2009 ((en) Callaghan's bride, 1999)
23. (en) Love with a long tall texan, 1999Inédit en France
24. (en) Matt Caldwell : Texas tycoon, 2000Inédit en France
25. (en) The wedding in white, 2000Inédit en France
26. (en) A man of means, 2002Inédit en France
27. Les fiancés du Texas, Harlequin, coll. « Horizon », 2009 ((en) Lionhearted, 2002)
28. Par un été brûlant, Harlequin, coll. « Prélud' », 2007 ((en) Lawless, 2003)
29. (en) Man in control, 2003Inédit en France
30. Coup de foudre aux Bahamas, Harlequin, coll. « Ambre », 2005 ((en) Carrera's bride, 2004)
31. L'empire de la passion, Harlequin, coll. « Prélud' », 2007 ((en) Renegade, 2004)
32. La tentation du désir, Harlequin, coll. « Passions », 2007 ((en) Boss man, 2005)
33. (en) Heartbreaker, 2006Inédit en France
34. Nuit de braise, Harlequin, coll. « Prélud' », 2008 ((en) Outsider, 2006)
35. Les roses écarlates, Harlequin, coll. « Prélud' », 2008 ((en) Lawman, 2007)
36. Idylle au Texas, Harlequin, coll. « Horizon », 2008 ((en) Winter roses, 2007)
37. Au bout de la passion, Harlequin, coll. « Passions », 2009 ((en) Iron cowboy, 2008)
38. La femme d'un autre, Harlequin, coll. « Passions », 2009 ((en) Heart of stone, 2008)
39. (en) Heartless, 2009Inédit en France
40. (en) The maverick, 2009Inédit en France
41. (en) Dangerous, 2010Inédit en France
42. (en) Invincible, 2014Inédit en France
43. (en) Fearless, 2007Inédit en France
44. (en) Merciless, 2011Inédit en France
45. (en) True blue, 2011Inédit en France
46. (en) Protector, 2013Inédit en France
47. (en) Untamed, 2015Inédit en France

#### Série Whitehall
- (en) Lacy, 1991Inédit en France
- Le Passé à fleur de peau, Harlequin, coll. « Duo », 1996 ((en) The Cowboy and the Lady, 1982)
- Mon ennemi de toujours, Harlequin, coll. « Duo Romance », 1984 ((en) Darling Enemy, 1983)

#### Western Lovers
1. Inavouables secrets, Harlequin, coll. « Rouge Passion » ((en) Betrayed by love, 1987)
2. Cœur contre cœur, Harlequin, coll. « Duo Romance », 1985 ((en) Heart of Ice, 1984)

#### Divers
- (en) Dream's end, 1979Inédit en France
- (en) If winter comes, 1979Inédit en France
- (en) Love on trial, 1979Inédit en France
- (en) Sweet enemy, 1979Inédit en France
- (en) To love and cherish, 1979Inédit en France
- (en) Bound by a promise, 1979Inédit en France
- (en) Now and forever, 1979Inédit en France
- (en) Storm over the lake, 1979Inédit en France
- (en) To have and to hold, 1979Inédit en France
- La maison de la baie, Harlequin, coll. « Duo désir », 1983 ((en) September Morning, 1982)
- Un amour inattendu, Harlequin, coll. « Duo désir », 1984 ((en) Diamond Girl, 1983)
- Dans la nuit flamboyante, Harlequin, coll. « Duo désir », 1985 ((en) Fire and Ice, 1983)
- Un patient difficile, Harlequin, coll. « Blanche » ((en) Blind promises, 1984)
  - Un bouquet de diamants, Harlequin, coll. « Duo désir », 1985 ((en) Lady Love, 1984)
- Ce n'est pas un jeu, Harlequin, coll. « Duo Romance », 1984 ((en) Roomful of Roses, 1984)
- Les chemins du cœur, Harlequin, coll. « Rouge Passion », 1994 ((en) The rawhide man, 1984)
- Un bel australien, Harlequin, coll. « Duo Harmonie », 1985 ((en) The Australian, 1985)
- Amoureux d'une étoile, Harlequin, coll. « Rouge Passion », 1993 ((en) Cattleman's choice, 1985)
- Deux cœurs à l'épreuve, Harlequin, coll. « Duo Désir », 1987 ((en) Eye of the tiger, 1986)
- Amoureuse, passionnément, Harlequin, coll. « Rouge Passion », 1995 ((en) Loveplay, 1986)
- Sous le soleil, la passion, Harlequin, coll. « Edition spéciale », 2011 ((en) Miss Greenhorn, 1990)
- Amélia la rebelle, J'ai lu, coll. « Aventures et Passions », 1997 ((en) Amelia, 1993)
- La patiente du Dr Cortero, Harlequin, coll. « Blanche », 1998 ((en) The patient nurse, 1997)
- Un lien indestructible, Harlequin, coll. « Edition spéciale », 2007 ((en) The bride who was stolen in the night, 1998)
- Un Noël sous haute protection, Harlequin, coll. « Coup de cœur », 2011 ((en) Silent night man, 2008)
- (en) White Christmas, 2013Inédit en France

### Sous le nom de Susan Kyle

#### Divers
- (en) Diamond Spur, 1988Inédit en France
- Inavouable tentation, Harlequin, coll. « Prélud' », 2008 ((en) Night fever, 1990)Édité en français sous le nom de Diana Palmer
- La vengeance au cœur, Harlequin, coll. « Prélud' », 2007 ((en) True colors, 1991)Édité en français sous le nom de Diana Palmer
- (en) Escapade, 1992Inédit en France
- À double tranchant, Rosebud, coll. « Soupçons », 1996 ((en) After Midnight, 1993)
- (en) All That Glitters, 1995Inédit en France

#### The Morcai Battalion
1. (en) The Morcai Battalion, 2007Inédit en France, réédité sous le nom de Diana Palmer
2. (en) The Recruit, 2010Inédit en France, réédité sous le nom de Diana Palmer
3. (en) Invictus, 2010Inédit en France, réédité sous le nom de Diana Palmer

### Sous le pseudonyme de Diana Blayne
- (en) A Waiting Game, 1982Inédit en France
- (en) A Loving Arrangement, 1983Inédit en France
- (en) White Sand, Wild Sea, 1983Inédit en France
- (en) Dark Surrender, 1983Inédit en France
- (en) Color Love Blue, 1984Inédit en France
- (en) Tangled Destinies, 1986Inédit en France
- (en) Denim and Lace, 1990Inédit en France

Ces romans ont tous été réédités sous le nom de Diana Palmer.

### Sous le pseudonyme de Katy Currie
- (en) Blind Promises, 1984Inédit en France, réédité sous le nom de Diana Palmer